# ایگل استار
ایگل استار (انگلیسی: Eagle Star) شرکت بیمه سوئیسی است، که در سال ۱۹۰۴ تأسیس شد.